# メリッサ・ブランネン
メリッサ・ブランネン（英：Melissa Brannen, 1984年4月12日 - ）は、1989年12月3日にアメリカ合衆国バージニア州ロートンにあるアパートで失踪した。彼女は、マイケル・ブラネンとタミー・ブラネンの5歳の娘で、タミーは複合施設に住んでいたシングルマザーであった。団地で開催された住民向けのパーティーに出席中に姿を消した。複合施設の便利屋であるカレブ・ダニエル・ヒューズは、汚職を目的とした誘拐で有罪判決を受け、懲役50年の刑を言い渡された。彼女の遺体は発見されておらず、死んでいることが証明されたことも、殺人罪で起訴されたこともない。
メリッサの失踪の話は、ディスカバリーチャンネルの番組The FBI Filesの第1シーズン第8話で語られた。また、ザ・ラーニング・チャンネルの番組Forensic Filesの第4シーズン第5話 "Innocence Lost" にも登場している 。

## 失踪
1989年12月3日、タミー・ブランネンが娘のメリッサと住んでいた集合住宅で、約100人の客が参加するクリスマスパーティーが開催された。ブランネンたちがパーティーを去るとき、メリッサはポテトチップスを食べるために建物のロビーに行ったが、母親に戻らず姿を消した。彼女が見つからなかったとき、誘拐が疑われた。 300人以上のボランティアが参加して、検索はほぼ即座に始まった。

## 調査
グラウンドキーパーのカレブ・ヒューズは、その夜、目撃者の証言を通じて第一容疑者になった。複数の女性が、パーティー中、ヒューズが客に粗野な性的提案をしたと報告し、他の女性は、ヒューズがメリッサを含むパーティーの子供たちに異常なレベルの注意を払ったと報告した。警察は夜中に彼のアパートを訪れ、ヒューズの妻は警察と協力した。ヒューズが失踪したときに着ていた服のすべてがヒューズの洗濯機で見つかった。そこには、ヒューズの服と、靴（おそらく血の証拠を取り除くため、靴底の側面が切り取られてあった）、ベルト、そして大きなナイフがあった。彼が家に着いたとき、彼らはすぐにヒューズ自身によって洗濯のためにそこに置かれた。警察はそれらを証拠として押収した。また、警察はヒューズが所有していた赤いホンダシビックセダンを取り、繊維の証拠のために助手席を調べた。ポリグラフ検査官は、メリッサの失踪における彼の役割について質問されたとき、ヒューズは欺瞞の証拠を示したと結論付けた。
ヒューズの妻、キャロルは調査の鍵であった。彼女は、彼が仕事から帰宅したのはいつもより数時間遅れており、車の走行距離計に余分な走行距離があることも報告した。彼女の夫は、彼が6パックのビールを購入し、より長い道を使い家に帰ったというサイドトリップの結果としてマイレージを説明した。ヒューズは、なぜ彼がいつもの帰り道から追い出されたのかを説明しなかったのである。いずれにせよ、彼が午前12時30分頃に帰宅したと主張したため、彼の話はありそうにないようであった。バージニア州の酒屋は、州の規制に従って、深夜を過ぎている時、アルコールを販売していないのであった。
繊維は車両の前部座席から抽出された。犠牲者は、 J.C.ペニーから購入した『セサミストリート』のビッグバードのドレスを着ていると報告されていた。調査員は同じドレスを入手し、その繊維をヒューズの車の座席にあるものと比較した。ドレスと車の繊維の間に一致が見つかったのである。また、パーティーでタミーが着ていた珍しいウサギの毛皮のコートの毛も見つかった。この証拠は、被害者が夕方のある時点で助手席に座っていた可能性を示していた。
捜査官は、特定のヒューズがメリッサを殺したことを除いてすべてであった。バージニア州の法律は、犠牲者の遺体が殺人罪を提起することを要求していませんでしたが、法律は、検察官が殺人の場所を特定することを要求している。この証拠がないため、ヒューズは、汚す意図を持った誘拐（すなわち、性的暴行の前奏曲としての誘拐）で起訴された。検察官は、車の中で女の子のコートを脱いでドレスの繊維を残す理由はないと主張したため、繊維の証拠はこの告発を確立する上で極めて重要であった。ヒューズは1991年3月8日に拉致で有罪判決を受け、懲役50年の刑を言い渡された 。
メリッサの失踪事件とは関係のない２人の男性が、75000ドルの身代金要求を介して恐喝を試みた。男性は身代金を集めて逮捕された。1人は7年8月、2人目は3年10月の刑を言い渡された。

## 余波
1995年、電力会社の労働者が湖で赤い布を見つけた後、湖の捜索が行われた。遺体の証拠は見つからなかった。
メリッサの失踪から約8年後、母親は再婚した。彼女は新しい夫であるグレイビルの姓を自分のものとして引き受けたが、娘がまだ生きている場合に彼女と連絡をとることができるように、ブラネンという名前を保持した。二人は4人の継子を育てた。